# Sân bay Svalbard, Longyear
Sân bay Svalbard, Longyear (mã IATA: LYR, mã ICAO: ENSB) (Na Uy: Svalbard lufthavn, Longyear) là sân bay chính phục vụ Svalbard ở Na Uy. Sân bay có cự ly 3 km về phía tây bắc của Longyearbyen, và nó là sân bay ở cực Bắc của thế giới với các chuyến bay theo lịch trình. Sân bay đầu tiên gần Longyearbyen được xây dựng trong chiến tranh thế giới thứ II. Năm 1959, lần đầu tiên được đưa vào sử dụng cho các chuyến bay thường xuyên, nhưng chỉ có thể được sử dụng một vài tháng một năm. Công tác xây dựng sân bay mới tại Hotellneset bắt đầu vào năm 1973, và sân bay đã được mở cửa vào ngày 02 Tháng 9 năm 1975. Nó thuộc sở hữu và điều hành nhà nước Avinor.
Trong năm 2009, sân bay đã phục vụ 138.934 lượt hành khách. Hãng hàng không Scandinavian Airlines có các tuyến bay hàng ngày với Tromsø và Oslo trên đất liền Na Uy. Lufttransport cung cấp dịch vụ cho hai sân bay khác trên Svalbard: Ny-Ålesund và Svea, sử dụng Dornier Do 228 máy bay turboprop. Ngoài ra còn có các chuyến bay thường xuyên.

## Hãng hàng không và tuyến bay

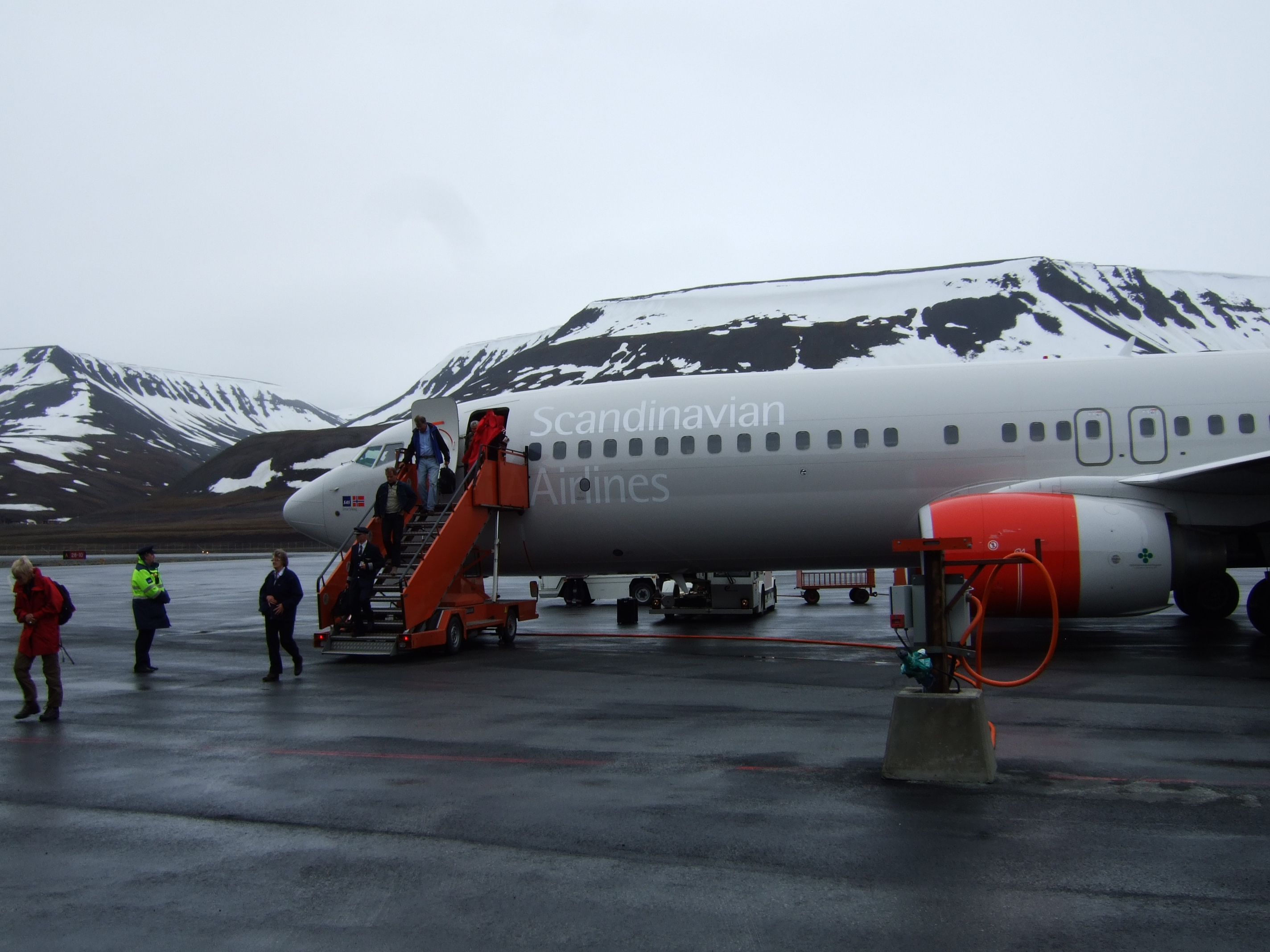
Máy bay của Scandinavian Airlines Boeing 737-800

| Hãng hàng không       | Các điểm đến                                     |
| --------------------- | ------------------------------------------------ |
| Arktikugol            | Thuê chuyến bằng trực thăng công ty: Barentsburg |
| Lufttransport         | Ny-Ålesund Thuê chuyến công ty: Svea             |
| Scandinavian Airlines | Oslo-Gardermoen, Tromsø                          |